# Barrio de Atencingo
Barrio de Atencingo är en ort i Mexiko.   Den ligger i kommunen Yauhquemehcan och delstaten Tlaxcala, i den sydöstra delen av landet, 100 km öster om huvudstaden Mexico City. Barrio de Atencingo ligger 2 401 meter över havet och antalet invånare är 505.
Terrängen runt Barrio de Atencingo är platt österut, men västerut är den kuperad. Terrängen runt Barrio de Atencingo sluttar söderut. Runt Barrio de Atencingo är det mycket tätbefolkat, med 1 177 invånare per kvadratkilometer. Närmaste större samhälle är Tlaxcala de Xicohtencatl, 9,0 km söder om Barrio de Atencingo. Omgivningarna runt Barrio de Atencingo är en mosaik av jordbruksmark och naturlig växtlighet.